# Писарев, Андрей Павлович
Андрей Павлович Писарев (1908—1969) — полковник Рабоче-крестьянской Красной Армии, участник советско-финской и Великой Отечественной войн, Герой Советского Союза (1945).

## Биография
Андрей Писарев родился в 1908 году в деревне Пекло (ныне не существует, находилась на территории нынешнего Краснинского района Смоленской области) в крестьянской семье. Окончил 5 классов школы, после чего работал в родной деревне. В 1930 году Писарев был призван на службу в Рабоче-крестьянскую Красную Армию. Принимал участие в советско-финской войне, в 1940 году за отличие в ней был награждён орденом Красной Звезды. С 22 июня 1941 года — на фронтах Великой Отечественной войны. Принимал участие в боях на Калининском, 2-м Прибалтийском и 1-м Белорусском фронтах. В 1943 году Писарев вступил в ВКП(б).

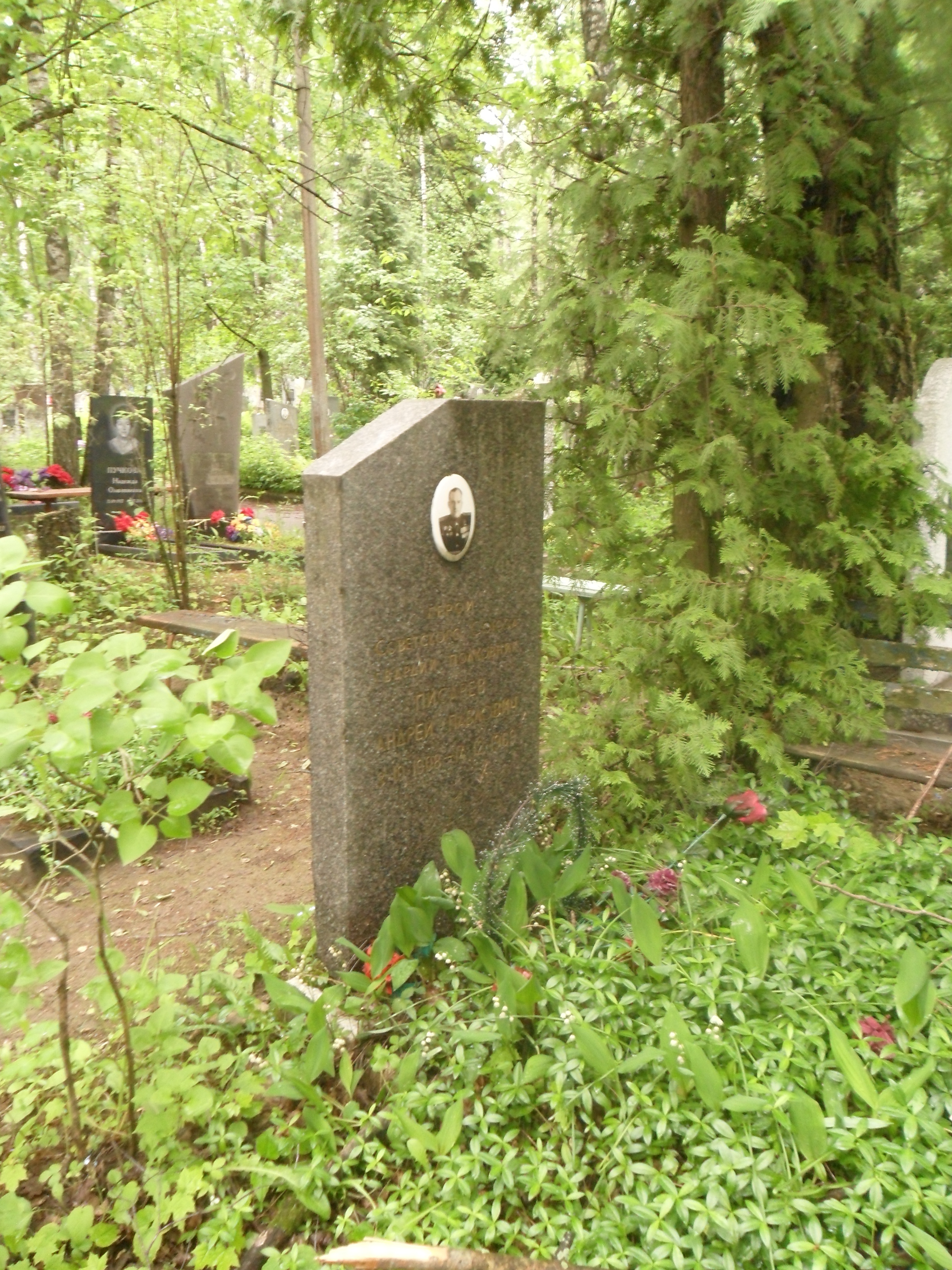
Могила Писарева на Новом кладбище Смоленска.

К ноябрю 1942 года подполковник Андрей Писарев был командиром 455-го армейского артиллерийского полка 3-й ударной армии. За период с 25 ноября по 2 декабря 1942 года в районе города Белый полк Писарева уничтожил около 3 тысяч вражеских солдат и офицеров, подавил и частично уничтожил 18 артиллерийских и 14 миномётных батарей, подбил 3 танка. Приказом по войскам Калининского фронта № 019 от 20 января 1943 года подполковник Андрей Писарев был награждён орденом Отечественной войны 1-й степени. Его полк в дальнейшем принимал участие в освобождении Великих Лук и Невеля. За отличие в боях на Калининском фронте приказом № 0220 от 2 марта 1943 года Писарев был награждён вторым орденом Отечественной войны 1-й степени.
К 1944 году полковник Андрей Писарев командовал 136-й отдельной пушечной артиллерийской бригадой 3-й ударной армии. Эта бригада была сформирована лично им за 30 дней и в течение ещё 10 дней превращена в боевую артиллерийскую единицу. За период наступательных боёв с 10 июля по 1 августа 1944 года бригада прошла более 300 километров, не отставая от стрелковых частей, обеспечивая им поддержку. В боях за города Идрица, Себеж и Резекне Писарев выдвинул один из своих дивизионов в авангардные части, что позволило успешно уничтожать отдельные батареи и орудия противника, которые тот оставлял для прикрытия. Всего же за период наступления бригадой было обнаружено 302 артиллерийских батареи противника, 183 отдельных орудия, уничтожено 3 батареи, 3 наблюдательных пункта, подавлено 17 батарей, рассеяно и частично уничтожено около батальона пехоты противника. За отличие в этих боях полковник Андрей Писарев приказом по войсками 2-го Прибалтийского фронта № 130/н от 9 сентября 1944 года был награждён орденом Суворова 3-й степени.
В ходе подготовки к прорыву обороны противника в районе города Реетц 27-28 февраля 1945 года разведка бригады Писарева полностью вскрыла вражескую артиллерийскую группировку. Благодаря этому бригада уничтожила 4 вражеских орудия, 9 артиллерийских батарей, 2 наблюдательных пункта, а также около батальона вражеских солдат и офицеров, что обеспечило успех действий всей армии. За период с 1 по 13 марта 1945 года бригада, совершив марш на 200 километров, вышла к побережью Балтийского моря в районе Прибзов-Мартентин. Открыв огонь по бухте Кельберг, где враг производил погрузку на корабли войск, бригада уничтожила около батальона вражеских солдат и офицеров, 29 автомашин, 57 повозок. Приказом по войскам 1-го Белорусского фронта от 7 мая 1945 года Писарев был награждён орденом Красного Знамени.
Особо отличился во время штурма Берлина.
За период с 16 по 26 апреля 1945 года бригада принимала участие в прорыве немецкой обороны с плацдарма на Одере, подавляла опорные пункты противника, уничтожала его артиллерийские батареи, обеспечив успешное наступление пехотных и танковых частей до реки Шпрее. Бригада одной из первых открыла огонь по Берлину и приняла активное участие в штурме рейхстага. Только за период сопровождения танковых и пехотных подразделений к Берлину бригада уничтожила 57 опорных пунктов противника. Бригада приняла активное участие в штурме населённых пунктов и пригородов Берлина, в том числе Кунерсдорфа, Плётцензее, Мецдорфа.
Указом Президиума Верховного Совета СССР от 31 мая 1945 года полковник Андрей Писарев был удостоен высокого звания Героя Советского Союза с вручением ордена Ленина и медали «Золотая Звезда».
После окончания войны Писарев был уволен в запас. Проживал и работал в Смоленске. Скончался 14 декабря 1969 года.
Был также награждён двумя орденами Красного Знамени, орденом Суворова 3-й степени, двумя орденами Отечественной войны 1-й степени, орденом Красной Звезды, а также рядом медалей.